# 28 cm Kanone (Eisenbahn) Neue Bruno
28 cm K. (E) Neue Bruno – niemieckie działo kolejowe z okresu II wojny światowej.